# Asesinato de Miguel Ángel Polti
Miguel Ángel Frichu Polti (Morteros, 11 de julio de 1951 - Trelew, 22 de agosto de 1972) fue un guerrillero argentino, asesinado a los 21 años durante la llamada Masacre de Trelew.

## Actividad en la guerrilla
Empezó a estudiar Química en la Universidad Nacional de Córdoba, donde comenzó su militancia política en el MAP7 (Movimiento de Acción Programática Siete de Septiembre) de la Facultad de Medicina, expresión estudiantil del trotskista PRT-ERP, siguiendo los pasos de su hermano José Pepe Polti ―conocido como Cirilo―, un cuadro militar.
Desde 1969 integró los comandos Veintinueve de Mayo y Che Guevara, con los que el sector El Combatiente del Partido Revolucionario de los Trabajadores inició la lucha armada.
En febrero de 1971 dirigió el comando integrado entre otros por Juan Eliseo Ledesma, Humberto Adrián Toschi y Alejandro Ferreyra Beltrán que asaltó un camión de caudales en la localidad cordobesa de Yocsina y se llevó 121 millones de pesos.
Participó en el Viborazo, protesta callejera contra el interventor del gobierno de facto Camilo Uriburu, producida en la ciudad de Córdoba el 15 de marzo de 1971, cuyos enfrentamientos y movilizaciones evocaron al Cordobazo de 1969.
El 12 de abril de 1971 su hermano resultó muerto cuando intentaba asesinar al jefe de policía de Córdoba mayor Julio Sanmartino en la operación Sonia I.
En julio de 1971, Miguel Polti fue detenido, primero en la Cárcel de Encausados de Córdoba y después en el penal de máxima seguridad de Rawson.

## Fuga y masacre en Trelew
El martes 15 de agosto de 1972 Polti se fugó del penal junto a otros integrantes de las ERP (Fuerzas Armadas Revolucionarias) y Montoneros, en un resonante operativo durante el cual asesinaron al guardiacárcel Juan Gregorio Valenzuela.
Por fallas en el operativo solo un puñado de guerrilleros llegó a tiempo al aeropuerto. Polti ―que integraba un segundo grupo de 19 evadidos― logró arribar por sus propios medios (en tres taxis) al aeropuerto, pero llegaron tarde, justo en el momento en que la aeronave despegaba rumbo al vecino país de Chile, gobernado entonces por el socialista Salvador Allende.
Al ver frustradas sus posibilidades, luego de ofrecer una conferencia de prensa, este contingente depuso sus armas sin oponer resistencia ante los efectivos militares de la Armada que mantenían rodeada la zona, solicitando y recibiendo públicas garantías para sus vidas en presencia de periodistas y autoridades judiciales.
Una patrulla militar bajo las órdenes del capitán de corbeta Luis Emilio Sosa, segundo jefe de la Base Aeronaval Almirante Zar, condujo a los prisioneros recapturados dentro de una unidad de transporte colectivo hacia dicha dependencia militar. Ante la oposición de estos y el pedido de ser trasladados de regreso nuevamente a la cárcel de Rawson, el capitán Sosa adujo que el nuevo sitio de reclusión era transitorio, pues dentro del penal continuaba el motín y no estaban dadas las condiciones de seguridad.
Al arribar el contingente al nuevo destino de detención, 
el juez Alejandro Godoy, 
el director del diario Jornada, 
el subdirector del diario El Chubut, 
Héctor Pepe Castro (director de la radio LU17),
y el abogado Mario Abel Amaya
―quienes acompañaban como garantes a los detenidos―, no pudieron ingresar con ellos, y fueron obligados a retirarse.
A las 3:30 horas del martes 22 de agosto de 1972, en la Base Naval Almirante Zar, los 19 detenidos fueron despertados y sacados de sus celdas. Según testimonios de los tres únicos reclusos sobrevivientes, mientras estaban formados y obligados a mirar hacia el piso fueron ametrallados por una patrulla a cargo del capitán de corbeta Luis Emilio Sosa y del teniente Roberto Guillermo Bravo, falleciendo en el acto o rematados después con armas cortas la mayoría de ellos, incluido Polti.